# Падане на Солун (1185)
Падането на Солун и последвалото му плячкосване от 9 до 24 август 1185 година от норманите от Сицилианското кралство е едно от най-разрушителните събития за Византийската империя в XII век. Падането на Солун е част от Византийско-норманските войни.
Управителят на Солун Давид Комнин занемарява защитата на града и не го подготвя добре за обсадата, под която пада след норманските нашествия. Византийските армии не успяват да се координират и само силите на Теодор Хумнос и Йоан Маврозомес оказват помощ на града. По време на обсадата норманите успяват да пробият източната стена на града и да влязат в него. Завладяването на Солун бързо се превръща в масово клане и плячкосване, оставяйки 7000 жертви от страна на солунчани. Обсадата е добре описана в хрониките на солунския архиепископ Евстатий, който е в Солун по време и след обсадата. В описанието си на обсадата Евстатий споменава стара византийска кула, на чието място е изградена Бялата кула.
Според разказа на византийския хронист Никита Хониат, след разграбването на втория имперски град Солун от 9 до 24 август 1185 г. италонорманската армия на Сицилианското кралство се разделя на три части – едната остава в Солун, едната пристига с кораби в Мосинопол, а третата настъпва на изток към Константинопол през Сярско. Норманите са посрещнати от изпратената от новия византийски император Исаак II Ангел армия, начело със стратега Алексий Врана, който ги разбива под Мосинопол и отвоюва града, а след това се изправя пред другата норманска армия при Димитрич в Сярското поле. Норманите окупират града до средата на ноември, тъй като след като са разбити при битката при Димитрич, напускат Солун.